# Nederlandse Astronomenclub
De Koninklijke Nederlandse Astronomenclub (KNA) is de beroepsvereniging van astronomen in Nederland en België. De KNA is opgericht als Nederlandse Astronomenclub (NAC) op 5 oktober 1918. De eerste voorzitter was Albertus Antonie Nijland. Sinds 2025 is Marijke Haverkorn voorzitter. 
In 2019 telde de club 441 leden: 309 in Nederland en België, en 132 in het buitenland.
De NAC organiseert elk jaar de Nederlandse Astronomen Conferentie (afgekort met NAC). In 2021 werd deze conferentie online gehouden.
Tijdens deze conferentie reikt de KNA de Willem de Graaffprijs, de Pastoor Schmeitsprijs of de Kees de Jagerprijs uit.